# Jarosław Żamojda
Jarosław Żamojda (ur. 17 kwietnia 1960 w Bydgoszczy) – polski reżyser filmowy, operator i scenarzysta.

## Życiorys
W 1985 ukończył studia na wydziale operatorskim PWSFTviT w Łodzi. Początkowo pracował wyłącznie jako operator filmowy. W 1995 zadebiutował jako reżyser filmem Młode wilki, za który otrzymał nagrodę na Festiwalu w Gdyni. Dwa lata później nakręcił jego prequel: Młode wilki 1/2.
W 2001 razem z Robertem Bernatowiczem współtworzył Fundację Nautilus. W tym samym roku wyreżyserował również teledysk do utworu „Kłamstwo” Magdy Femme.

## Filmografia
Reżyseria
- Najpiękniejsza jaskinia świata (1983)
- Polskie parki i rezerwaty przyrody (1985)
- Młode wilki (1995)
- Młode wilki 1/2 (1997)
- 6 dni strusia (2000)
- Rh+ (2004)
- Skorumpowani (2008)
- Skorumpowani (serial) (2008)
- Ojciec Mateusz (2008)

Zdjęcia
- Sezon w piekle (1982)
- Robert Franciszek Herubin (1982)
- Chodź (1982)
- Najpiękniejsza jaskinia świata (1983)
- Etonacja (1983)
- Polskie wybrzeże Bałtyku (1984)
- Polskie parki i rezerwaty przyrody (1985)
- Pułapka (1986)
- Zad wielkiego wieloryba (1987)
- Crimen (1988)
- Napoleon (1990)
- Witold Lutosławski w rozmowie z Krzysztofem Zanussim (1990)
- Pożegnanie jesieni (1990)
- Obywatel świata (1991)
- Odjazd (1991)
- Dotknięcie ręki (1992)
- Bank nie z tej ziemi (1993)
- Lazarus (1993)
- Odjazd (1995)
- Cwał (1995)
- Pierwszy milion (serial) (1999)
- Pierwszy milion (film) (2000)
- Ukraina – narodziny narodu (2004–2007)
- Niania (2005–2009)
- Magda M. (2005–2007)
- Ojciec Mateusz (2008-)
- Teraz albo nigdy! (2008–2009)
- Nie kłam, kochanie (2008)
- Naznaczony (2009)
- Chichot losu (2011)
- 7 rzeczy, których nie wiecie o facetach (2016)

Scenariusz
- Najpiękniejsza jaskinia świata (1983)
- Polskie parki i rezerwaty przyrody (1985)
- Młode wilki (1995)
- Młode wilki 1/2 (1997)
- 6 dni strusia (2000)
- Rh+ (2004)

Obsada aktorska
- Napoleon (1990) − Fryderyk Chopin (odc. 3)
- Bank nie z tej ziemi (1993) − rozdający wódkę
- Ojciec Mateusz (2014) − Major (odc. 148)